# Northwest Highlands

Übersichtskarte Schottlands

Die Northwest Highlands sind bezüglich ihrer natürlichen Gegebenheiten und ihrer Kultur ein eigenständiger Teil Schottlands. Die Region umfasst das nördliche Drittel des Landes und liegt in der Council Area Highland. Die vor der Westküste gelegenen Inseln der Inneren und Äußeren Hebriden sowie Arran und Bute werden meist dazugezählt.

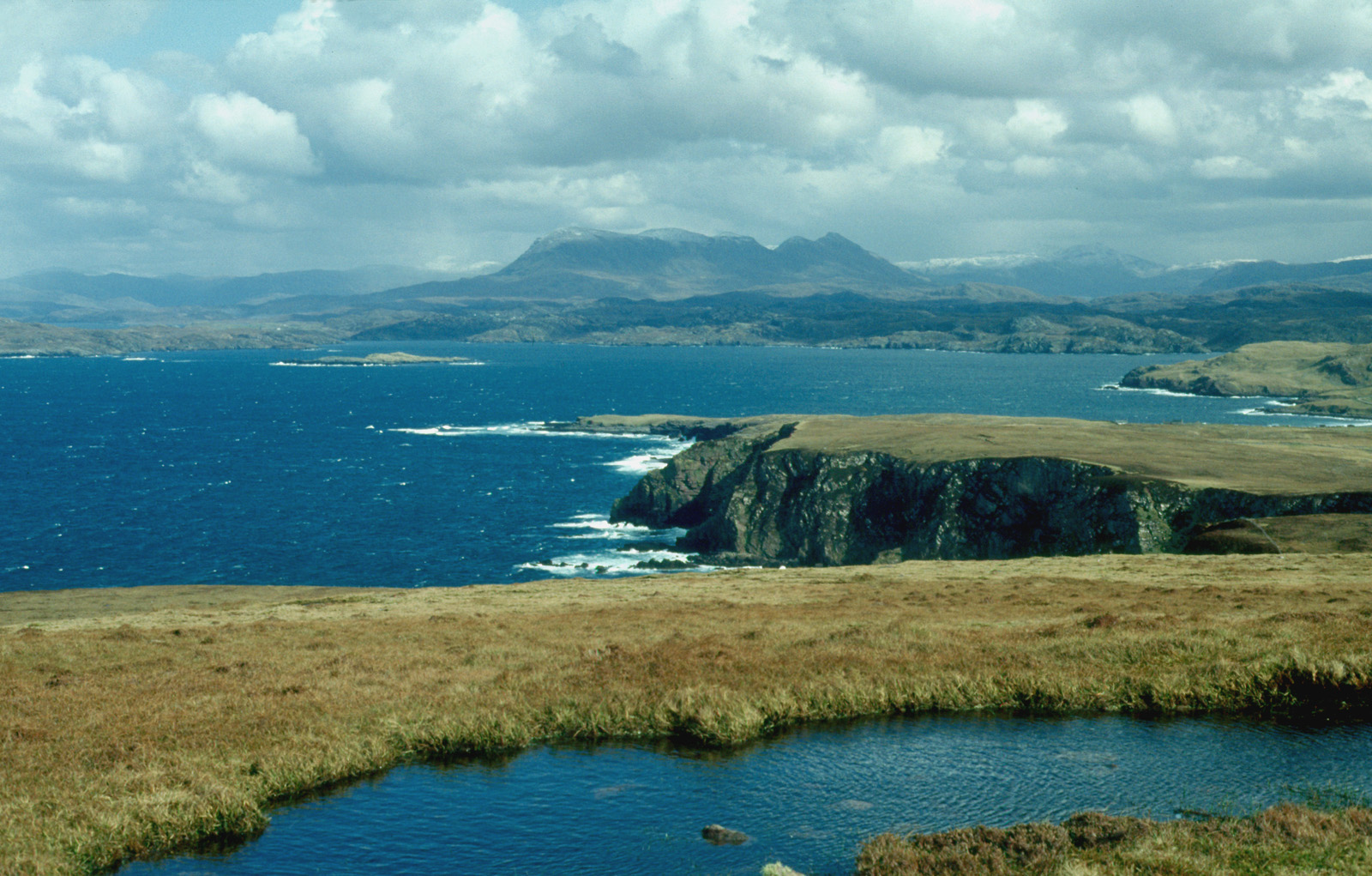
Eddrachillis Bay – zerklüftete Fjordküste

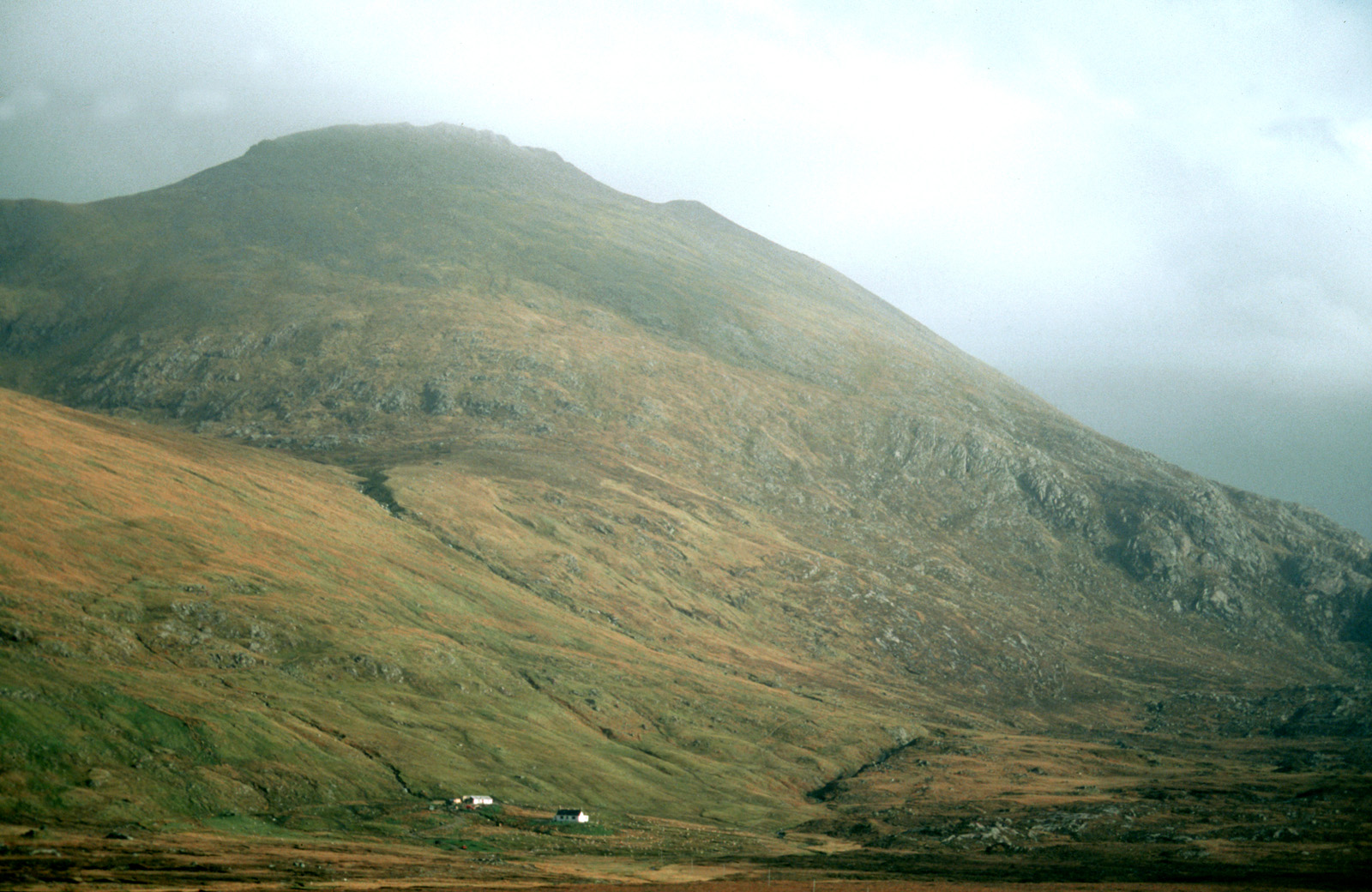
Wester Ross – geologisch sehr alt und kaum besiedelt

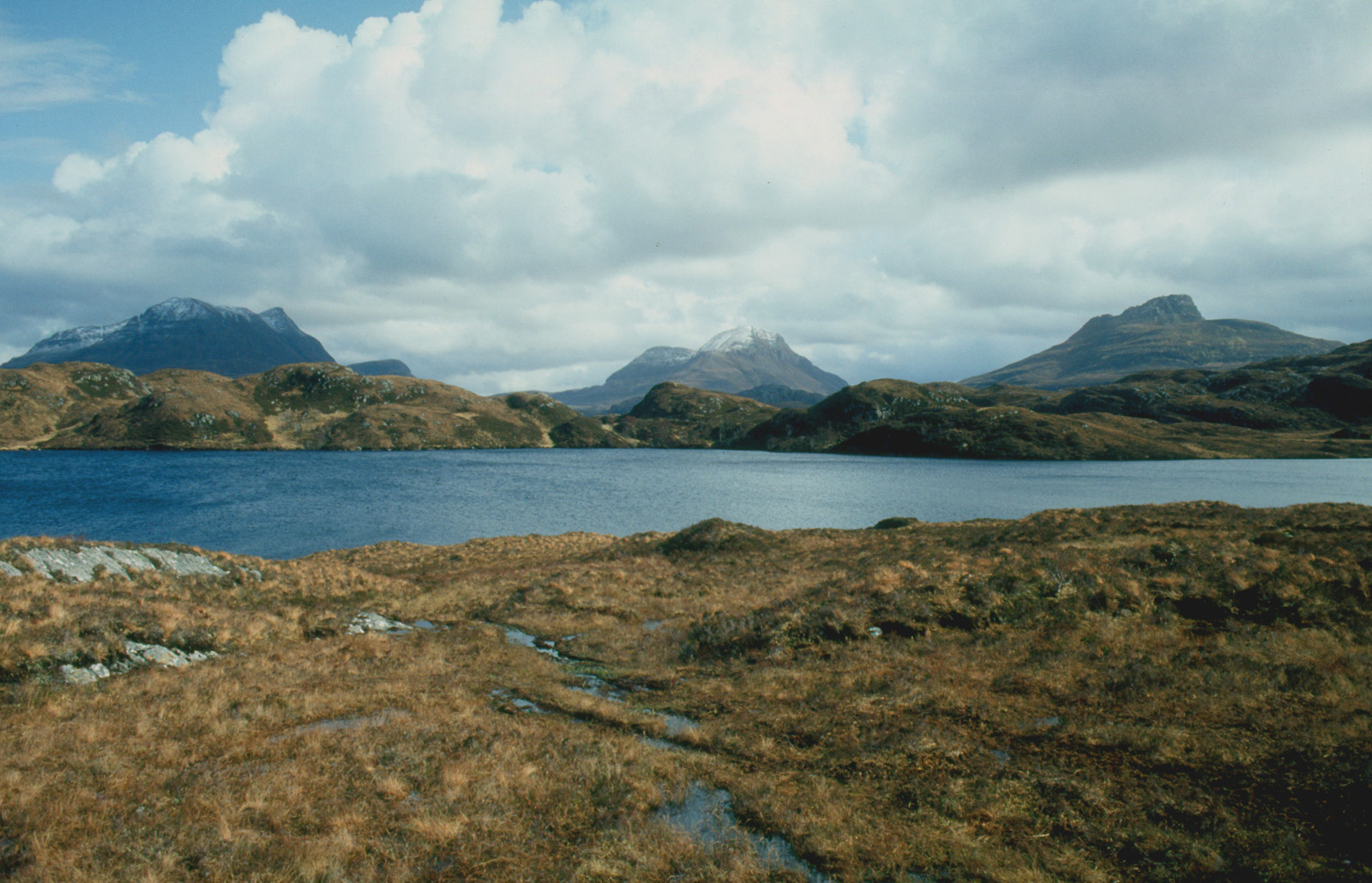
Hochland-Szenerie zwischen Altandhu und Achiltibuie

## Landschaft
Geologisch wird das Gebiet der Northwest Highlands durch die Verwerfung des Glen More (Great Glen) von den Grampian Mountains und damit von den südlichen Highlands und vom restlichen Schottland getrennt. Im Talzug des Great Glen reihen sich vier Seen aneinander: Loch Ness, Loch Oich, Loch Lochy und Loch Linnhe (von Nordosten nach Südwesten). Davon ist Loch Ness das bekannteste Gewässer und eines der größten Süßwasserreservoire in ganz Großbritannien. Zwischen 1803 und 1822 wurde hier durch den Caledonian Canal eine schiffbare Verbindung zwischen dem Atlantik und der Nordsee geschaffen. Der Kanal erreichte jedoch nie die erhoffte wirtschaftliche Bedeutung.
Die stark zerklüftete Küste ähnelt der Fjordküste Norwegens. Die breiten Einbuchtungen (Sea lochs) und die tief eingeschnittenen Fjorde (Firths) sind genauso wie die Täler mit ihren zahlreichen Lochs Auswirkungen der Eiszeit. An der Westküste sind besonders der Firth of Lorne, der Firth of Clyde und der Solway Firth erwähnenswert.
Die Gebirgsformationen im Inland sind wesentlich älter als zum Beispiel die Alpen und entsprechend stärker erodiert. Daraus erklären sich die fehlende Schroffheit und die verhältnismäßig geringen Höhen zwischen 610 und 915 Metern. Ein Teil des Gebietes nördlich der Summer Isles in Wester Ross erhielt im Jahre 2005 offiziell den Status eines European Geoparks. Es ist der bisher einzige Geopark auf schottischem Boden, der 25. in Europa und der 37. Geopark weltweit. Durch die Geoparks sollen großflächige Einheiten in ihrer geologischen Substanz erhalten werden.

## Klima
Die Northwest Highlands profitieren wie die gesamte Westküste Englands vom warmen Golfstrom. Deshalb herrschen insgesamt gemäßigtere Temperaturen als auf der Ostseite. Trotzdem sind in den Bergregionen im Landesinneren niedrige Temperaturen und auch Schneefälle keine Seltenheit. Insgesamt herrschen westliche Luftströmungen vor, und starke Regenfälle sowie plötzliche Stürme sind häufig.

## Pflanzen- und Tierwelt
In den Tälern breitet sich Moorheide großflächig aus. Die Vegetation in den höher gelegenen Gebieten beschränkt sich im Wesentlichen auf Heidegewächse, Farne, Moose und Gräser. Steinbrech, Bergweiden und andere Arten von Gebirgsvegetation und arktischen Gewächsen sind ab etwa 600 Metern über dem Meeresspiegel anzutreffen.
Die Tierwelt in den Northwest Highlands zeichnet sich durch eine große Artenvielfalt aus. Sowohl Reh- als auch Rotwild ist in großer Zahl vorhanden. Zu den wichtigsten kleineren Säugetieren gehören Hasen, Kaninchen, Dachse, Otter, Baummarder und Wildkatzen. Zum Federwild, das in den Moorlandschaften lebt und brütet, gehören besonders das Moorschneehuhn (Lagopus lagopus scoticus) und das Birkhuhn sowie eine Vielzahl von Wasservögeln, während sich die Raubvogelarten auf Milane, Fischadler und Goldadler beschränken. Die schottischen Flüsse und Seen sind für Lachse und Forellen bekannt, die hier in großer Zahl leben.

## Festland – Ortschaften und Gärten

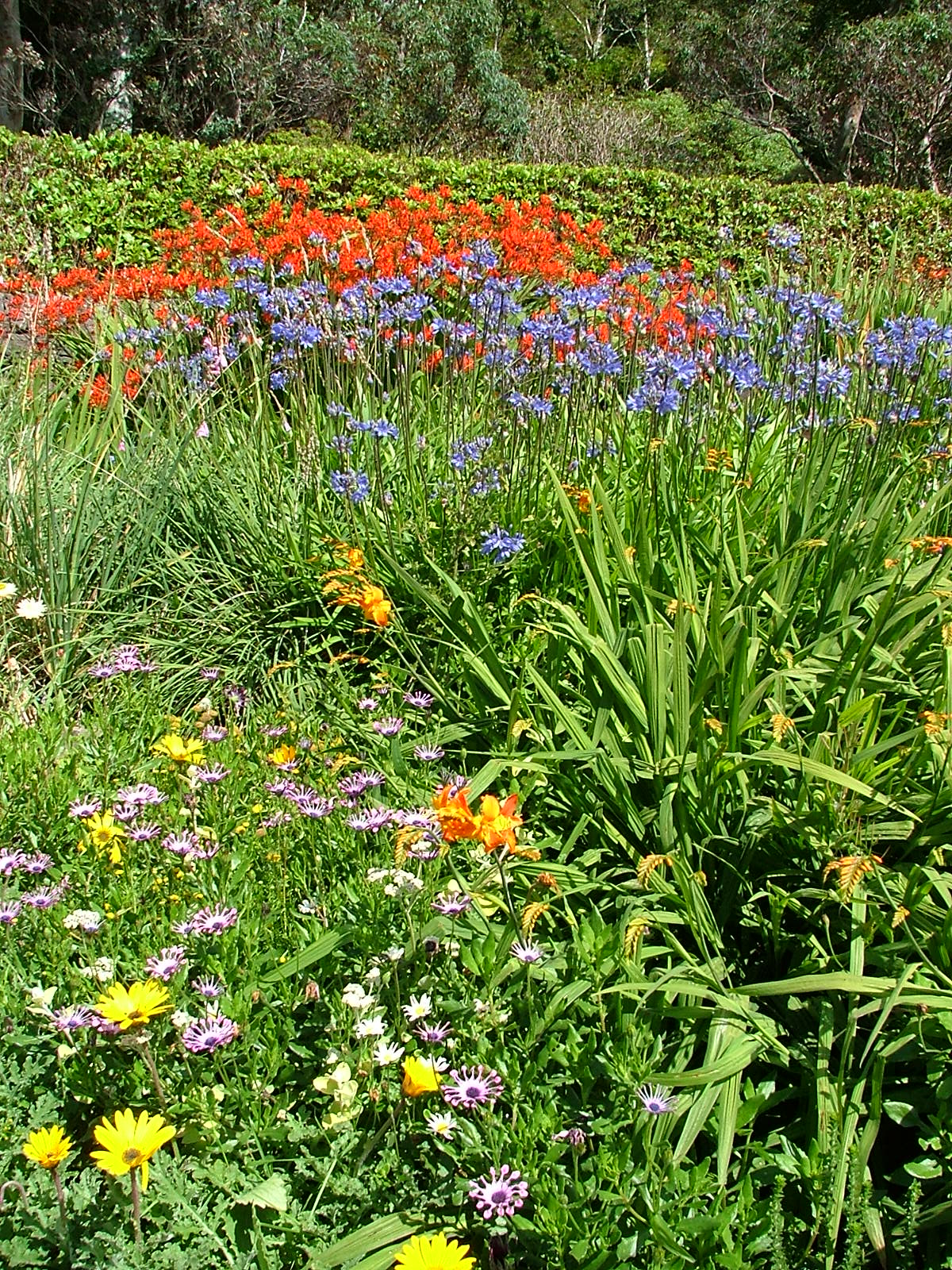
Blütezeit im Inverewe Garden

Wichtige Städte in der Region sind Inverness, Fort William, Wick, Thurso und Tain. An sonstigen Ortschaften sind unter anderem Ullapool, Dornoch, Lochinver und Tongue zu nennen.
Der Küstenort Ullapool geht zurück auf einen 1788 für den Heringsfang gegründeten Hafen im County Ross and Cromarty. Mit seinen rund 1.300 Einwohnern ist er die größte Siedlung in weitem Umkreis. Der Hafen ist noch heute Mittelpunkt des Ortes und dient gleichermaßen als Anlaufstelle für Fischerboote und Yachten sowie für die Caledonian-MacBrayne-Fähren nach Stornoway auf Lewis, der Hauptinsel der Äußeren Hebriden.
Der Inverewe Garden an den Ufern des Loch Ewe ist einer der nördlichst gelegenen botanischen Gärten der Welt. Durch seine bevorzugte Lage direkt am warmen Golfstrom kann er mit einer für die Breite völlig untypischen und vielfältigen Bepflanzung aufwarten. Es gedeihen Pflanzen vor allem aus Australien und Neuseeland (Eukalyptus), China, Japan und dem Himalaya (Rhododendron) sowie dem gemäßigten Südamerika und Nordamerika.

## Inseln nahe dem Festland
Die Insel Skye ist die größte und bekannteste Insel der Inneren Hebriden, Hauptort von Skye ist Portree. Sie ist bekannt für die pittoresken Formen ihrer Höhenzüge und für ihre reiche Pflanzen-, Tier- und Vogelwelt. Das Gebirge der Black Cuillin sowie die Red Hills und der Blaven erschienen schon auf den Bildern der Landschaftsmaler des 19. Jahrhunderts als beeindruckende Kulisse. Heute ist diese Bergwelt bei Bergsteigern und Bergwanderern beliebt.

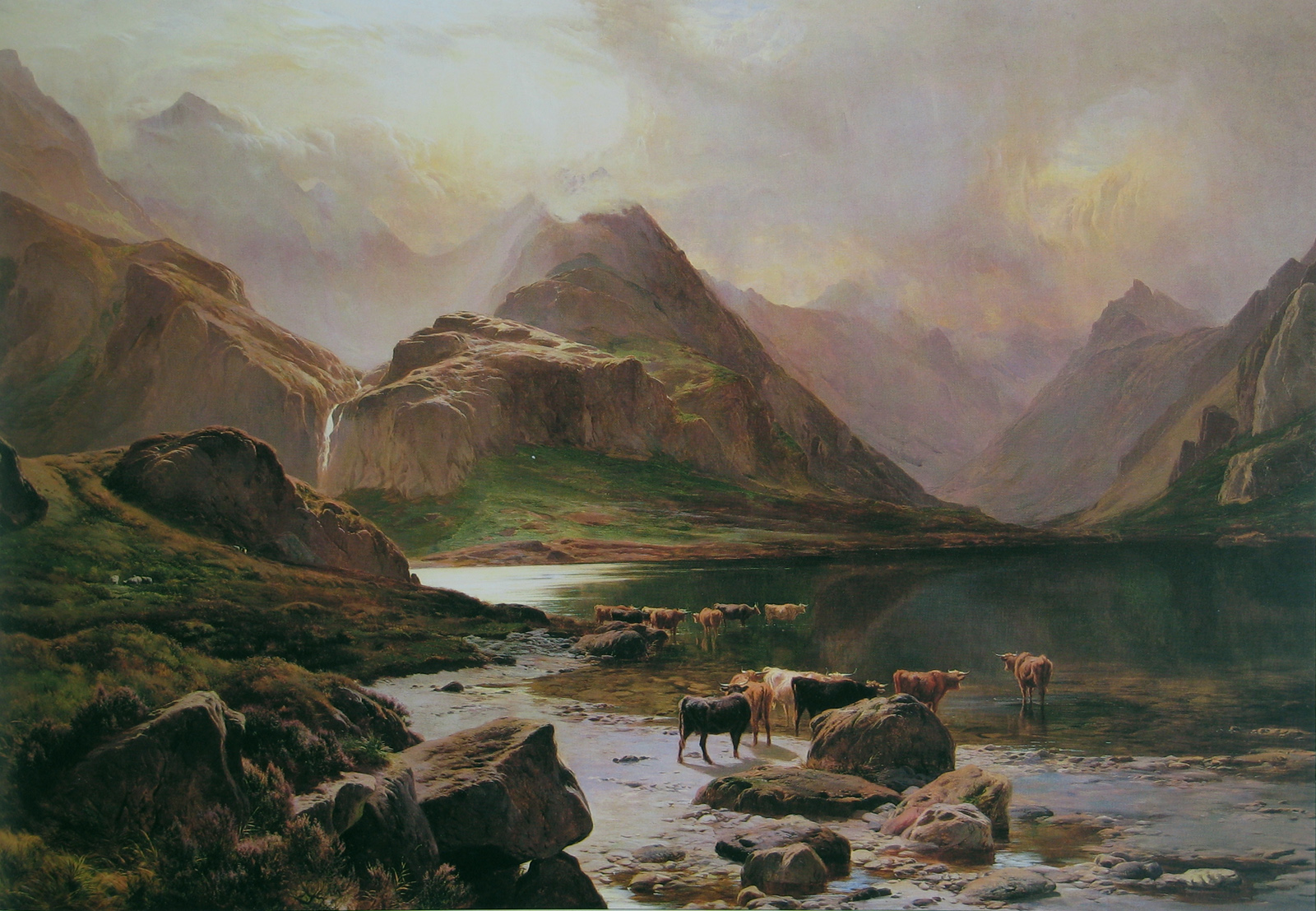
Loch Coruisk auf der Insel Skye; Sidney Richard Percy, 1874

Die Insel Mull, nach Skye die größte der Inneren Hebriden, besteht vornehmlich aus Basalt und Granit; das Ackerland macht unter zehn Prozent aus. Mull ist vom Festland durch einen drei Kilometer breiten Meeresarm getrennt. Der Hauptort ist Tobermory; die höchst Erhebung ist der Ben More mit 966 m.
Staffa ist eine kleine Felseninsel, die zu den Inneren Hebriden gehört. Bekannt ist sie wegen Fingal’s Cave. Der Boden dieser 113 m langen Höhle ist vom Meer ausgefüllt. Die Wände bestehen aus Reihen von meist sechseckigen und 17 m hohen Basaltsäulen, die wie in einer Perspektive regelmäßig abzunehmen scheinen und ein gewaltiges, 76 m langes Gewölbe tragen, das aus oberen Säulenenden besteht.
Andere in der Nähe der Küste liegenden und damit relativ leicht erreichbare Inseln sind Canna und Iona sowie Fair Isle vor der Ostküste.

## Wirtschaft

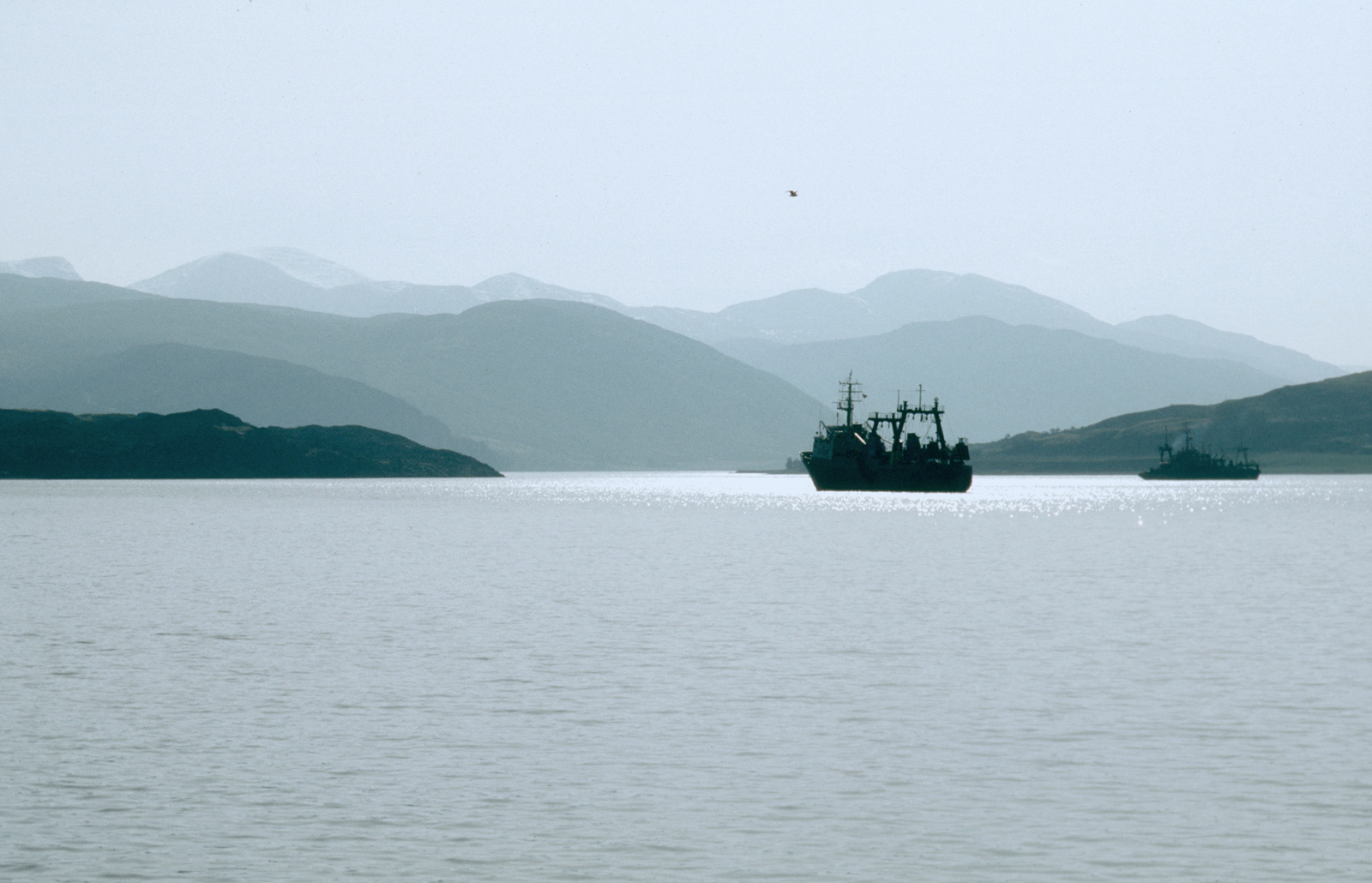
Schiffe im Loch Broom bei Ullapool

Die Viehzucht und die Erzeugung von Milch- und Fleischprodukten spielen eine wichtige wirtschaftliche Rolle. In den Highlands und auf den Inseln werden Schafe gezüchtet, vor allem aber das widerstandsfähige und genügsame Highland-Vieh gemästet. Es liefert hochwertiges Fleisch und bildet eine gute Grundlage für die Zucht. Die Milchviehwirtschaft ist eher von untergeordneter Bedeutung.
Inzwischen hat sich die Lachszucht zu einer wichtigen Erwerbsquelle entwickelt. Die Zuchtlachsproduktion steigerte sich sprunghaft von weniger als 1.000 Tonnen zu Beginn der 1970er Jahre auf 15.000 Tonnen Mitte der 1990er Jahre, so dass Schottland heute als der weltweit größte Lieferant von Zuchtlachs gilt.
Der nach wie vor betriebene Fischfang geht vor allem auf verschiedene Weißfischarten (Kabeljau, weitere Dorsche und Schellfisch) sowie Heringe; dazu kommen Krabben, Krebse und Hummer. Die bedeutendsten Fischereihäfen an der Westküste sind Lerwick (Shetland-Inseln), Kinlochbervie und Ullapool.
Im Rahmen der lokalen Wirtschaftsentwicklung erfahren speziell der Tourismus und auch das Angeln Unterstützung. So kreierte das Tourism Project Board der North Highland Initiative die Ferienstraße North Coast 500, die zu einer der schönsten Küstenstraßen der Welt gekürt wurde.

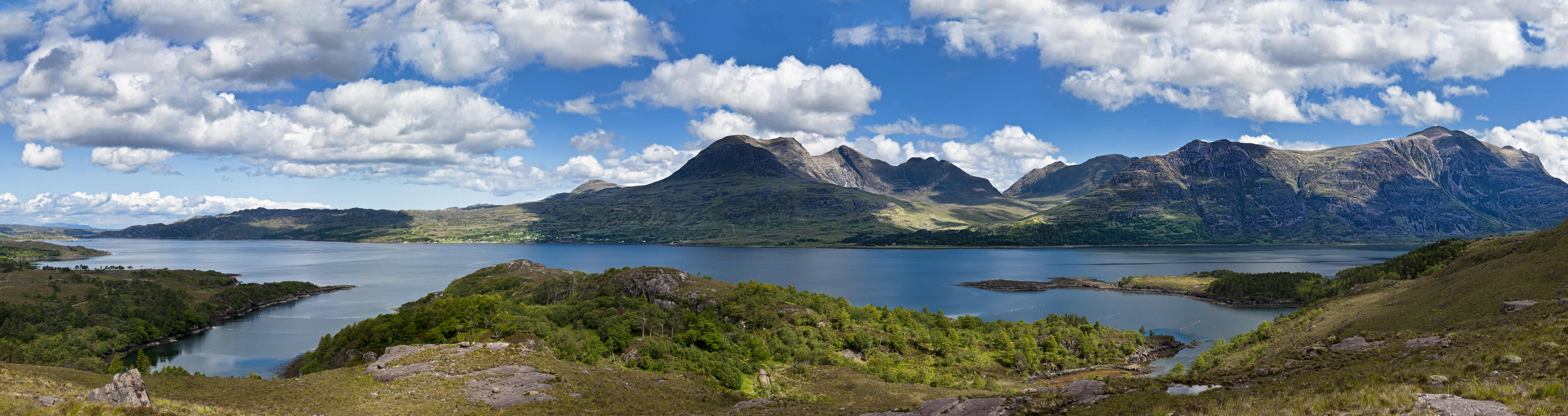
Loch Torridon von der A896 aufgenommen. Juni 2011

## Bevölkerung
Die Region der Northwest Highlands ist dünn besiedelt.